# 28 fructidor
28 thermidor 28 jour complémentaire
L'octidi 28 fructidor, officiellement dénommé jour du maïs, est le 358e jour de l'année du calendrier républicain.
C'était généralement le 14e jour du mois de septembre dans le calendrier grégorien.